# Diocesi di Maralal
La diocesi di Maralal (in latino Dioecesis Maralalensis) è una sede della Chiesa cattolica in Kenya suffraganea dell'arcidiocesi di Nyeri. Nel 2021 contava 138.440 battezzati su 310.327 abitanti. È retta dal vescovo Hieronymus Joya, I.M.C.

## Territorio
La diocesi comprende la contea di Samburu nella parte centrale del Kenya.
Sede vescovile è la città di Maralal, dove si trova la cattedrale dei Santi Pietro e Paolo.
Il territorio è suddiviso in 14 parrocchie, raggruppate in 3 decanati: Maralal, Baragoi e Wamba.

## Storia
La diocesi è stata eretta il 15 giugno 2001 con la bolla Ad plenius di papa Giovanni Paolo II, ricavandone il territorio dalla diocesi di Marsabit.
Il 30 settembre 2006 nella diocesi di Maralal è stato ordinato sacerdote dal vescovo Pante il giovane James Lomulen Kayanda, primo gesuita al mondo proveniente da una tribù nomade, quella dei turkana del Kenya.

## Cronotassi dei vescovi
Si omettono i periodi di sede vacante non superiori ai 2 anni o non storicamente accertati.
- Virgilio Pante, I.M.C. (15 giugno 2001[2] - 20 luglio 2022 ritirato)
- Hieronymus Joya, I.M.C., dal 20 luglio 2022

## Statistiche
La diocesi nel 2021 su una popolazione di 310.327 persone contava 138.440 battezzati, corrispondenti al 44,6% del totale.
| anno | popolazione | popolazione | popolazione | presbiteri | presbiteri | presbiteri | presbiteri                | diaconi | religiosi | religiosi | parrocchie |
| anno | battezzati  | totale      | %           | numero     | secolari   | regolari   | battezzati per presbitero | diaconi | uomini    | donne     | parrocchie |
| ---- | ----------- | ----------- | ----------- | ---------- | ---------- | ---------- | ------------------------- | ------- | --------- | --------- | ---------- |
| 2001 | 29.000      | 143.547     | 20,2        | 31         | 10         | 21         | 935                       |         | 25        | 52        | 12         |
| 2002 | 30.000      | 150.000     | 20,0        | 30         | 10         | 20         | 1.000                     |         | 20        | 55        | 12         |
| 2003 | 30.773      | 155.113     | 19,8        | 31         | 11         | 20         | 992                       |         | 21        | 55        | 12         |
| 2004 | 32.498      | 160.000     | 20,3        | 34         | 15         | 19         | 955                       |         | 20        | 51        | 12         |
| 2013 | 69.260      | 242.000     | 28,6        | 30         | 14         | 16         | 2.308                     |         | 17        | 45        | 14         |
| 2016 | 76.797      | 255.000     | 30,1        | 32         | 19         | 13         | 2.399                     |         | 13        | 45        | 14         |
| 2019 | 83.760      | 274.450     | 30,5        | 18         | 18         |            | 4.653                     |         |           | 48        | 14         |
| 2021 | 138.440     | 310.327     | 44,6        | 36         | 24         | 12         | 3.845                     |         | 18        | 37        | 14         |